# إيرين فالكون
إيرين فالكون (بالإسبانية: Irene Falcón)‏ هي صحفية ومترجمة إسبانية، ولدت في 27 نوفمبر 1907 في مدريد في إسبانيا، وتوفيت في 19 أغسطس 1999 في El Espinar ‏ في إسبانيا.